# Jimi Mistry
Jimi Mistry (ur. 1 stycznia 1973 w Scarborough) – brytyjski aktor indyjskiego pochodzenia, znany przede wszystkim z roli doktora Freda Fonseki w soap operze EastEnders. Ukończył szkołę Słowa i Dramatu w Birmingham. Od maja 2001 roku żoną aktora jest Meg Mistry, ze związku z którą artysta ma córkę Elin (urodzoną w czerwcu 2001).
Ciekawe role stworzył w Wojnach domowych i w Odrzuconych (w 2007 roku). W tym ostatnim filmie zagrał sikha ocalającego z pogromu w Pendżabie w 1947 roku muzułmankę.
Mistry wystąpił ponadto w popularnych komediach kinowych: Guru, Naga prawda o miłości oraz Gra w różowe.

## Filmografia
- 2009: Exam jako Brązowy
- 2009: 2012 jako Satnam Tsurutani
- 2008: Rock'N'Rolla (RocknRolla) jako członek rady
- 2007: Odrzuceni (Partition) jako Gian
- 2006: Provoked: A True Story
- 2006: Krwawy diament (Blood Diamond) jako Nabil
- 2004: Naga prawda o miłości (The Truth About Love) jako Sam Holbrook
- 2004: Things to Do Before You're 30 jako Dylan
- 2004: Gra w różowe (Touch of Pink) jako Alim
- 2004: Dead Fish jako Salvador
- 2004: Ella zaklęta (Ella Enchanted) jako Benny
- 2002: Guru (The Guru) jako Ramu Gupta
- 2001: My kingdom jako Jug
- 2001: Masażysta (The Mystic Masseur) jako Partap
- 2000: Born Romantic jako Eddie
- 1999: serial TV EastEnders jako Dr Fred Fonseca (1999-2000)
- 1999: Wojny domowe (East is East) jako Tariq Khan
- 1996: Hamlet jako Marynarz